# 思茅远志
思茅远志（学名：Polygala lacei），为远志科远志属下的一个植物种。